# Joan D. Vinge
Joan Carol Dennison Vinge (ur. 2 kwietnia 1948 w Baltimore) – amerykańska pisarka science fiction. Laureatka nagród Hugo za powieść Królowa Zimy (1981) i opowiadanie Eyes of Amber (1977). Była ponadto kilkakrotnie nominowana do nagród Hugo, Nebula i Nagrody Campbella.

## Życiorys
Ukończyła University of San Diego na kierunku antropologia. Pracuje jako archeolog.

## Życie prywatne
Vinge była żoną pisarza science fiction, Vernora Vinge'ego. Obecnie jej mężem jest wydawca James Frenkel.

### cykl Heaven Chronicles
- The Outcasts of Heaven's Belt (1978)
- Legacy (1980)
- The Heaven Chronicles (1991, opowiadania)

### cykl Królowa Zimy
- Królowa Zimy (The Snow Queen 1980)
- World's End (1984)
- Królowa Lata(inne języki) (The Summer Queen 1991)
- Tangled Up In Blue (2000)

### cykl o Kocie
- Psychotronik (Psion 1982)
- Kocia łapka (także jako Myszołap, Catspaw 1988)
- Deszcz snów (Dreamfall 1996)
- Alien Blood (1988, opowiadania)

### Pozostałe powieści
- Star Wars: Return of the Jedi (1983)
- Tarzan, King of the Apes (1983)
- The Dune Storybook (1984)
- Return to Oz (1985)
- Phoenix in the Ashes (1985)
- Santa Claus: The Movie (1985)
- Mad Max Beyond Thunderdome (1985)
- Santa Claus: The Movie (1985)
- Santa Claus: The Movie Storybook (1985)
- Ladyhawke (1987)
- Willow (1988)
- Lost in Space (1998)
- Cowboys & Aliens (2011)
- 47 Ronin (2013)

### Krótkie formy
- Fireship - opowiadania (1978)
- Eyes of Amber - opowiadania (1979)
- Phoenix in the Ashes - opowiadania (1985)